# ケープタウン (軽巡洋艦)
|          |                                                                                               |
| 艦歴     |                                                                                               |
| 発注     |                                                                                               |
| 起工     | 1918年2月18日                                                                                 |
| 進水     | 1919年6月28日                                                                                 |
| 就役     | 1922年4月10日                                                                                 |
| 退役     |                                                                                               |
| その後   | 1946年4月5日にスクラップとして売却                                                            |
| 除籍     |                                                                                               |
| 性能諸元 |                                                                                               |
| 排水量   | 4,190トン                                                                                     |
| 全長     | 451.4ft                                                                                       |
| 全幅     | 43.9ft                                                                                        |
| 吃水     | 14ft                                                                                          |
| 機関     | パーソンズ式タービン ヤーロウ缶 2軸推進 40,000 shp                                            |
| 最大速   | 29ノット                                                                                      |
| 乗員     | 330 - 350名                                                                                   |
| 兵装     | 6インチ砲5門 3インチ対空砲2門 3ポンド砲4門 2ポンドポンポン砲2門 機銃1基 21インチ魚雷発射管8門 |

ケープタウン（HMS Capetown, D88）は1919年進水のイギリス海軍の軽巡洋艦。カーライル級。

## 艦歴
キャメル・レアード社で建造。1918年2月18日起工。1919年6月28日進水。1922年4月10日竣工。
第二次世界大戦前はアメリカ・西インド艦隊や中国艦隊に所属した。
第二次世界大戦中の1941年4月8日、紅海のマッサワ沖で掃海艇の護衛中であった「ケープタウン」はイタリアの魚雷艇「MAS213」の雷撃を受け損傷した。「ケープタウン」はオーストラリア海軍のスループ「パラマタ」によってポートスーダンへ曳航されて4月10日に到着し、そこで応急修理を受けた。それから5月にボンベイへ移りそこで修理が行われた。
1946年4月5日、スクラップとして売却。